# Vorbește cu mine
Vorbește cu mine (titlu original: Talk to Me) este un film australian din 2022 regizat de RackaRacka (Danny și Michael Philippou). Rolurile principale au fost interpretate de actorii Sophie Wilde, Alexandra Jensen, Joe Bird, Otis Dhanji, Miranda Otto și Zoe Terakes.

## Rezumat
Filmul urmărește un grup de adolescenți care descoperă că sunt capabili să contacteze spiritele folosind o mână misterioasă tăiată și îmbălsămată.

## Distribuție
- Sophie Wilde – Mia
- Alexandra Jensen –Jade, prietena Miei
- Joe Bird ca Riley, fratele lui Jade
- Otis Dhanji – Daniel, iubitul lui Jade
- Miranda Otto – Sue, mama lui Jade și Riley
- Zoe Terakes – Hayley, gazda unei petreceri
- Chris Alosio – Joss, gazda unei petreceri
- Marcus Johnson – Max, tatăl Miei
- Alexandria Steffensen – Rhea, mama Miei
- Sunny Johnson – Duckett
- Ari McCarthy – Cole, fratele lui Duckett